# Choucador de Shelley
Lamprotornis shelleyi
Espèce
Synonymes
- Spreo shelleyi Sharpe, 1890[1]

Statut de conservation UICN

 LC  : Préoccupation mineure
Le Choucador de Shelley (Lamprotornis shelleyi) est une espèce d'oiseaux de la famille des Sturnidae. Cet oiseau vit dans la corne de l'Afrique.

## Systématique
L'espèce Lamprotornis shelleyi a été décrite pour la première fois en 1890 par l'ornithologue britannique Richard Bowdler Sharpe (1847-1909) sous le protonyme Spreo shelleyi.

## Étymologie
Son épithète spécifique, shelleyi, ainsi que son nom vernaculaire, « de Shelley », lui ont été donnés en l'honneur du géologue et ornithologue britannique George Ernest Shelley (1840-1910).